# Nan Marriott-Watson

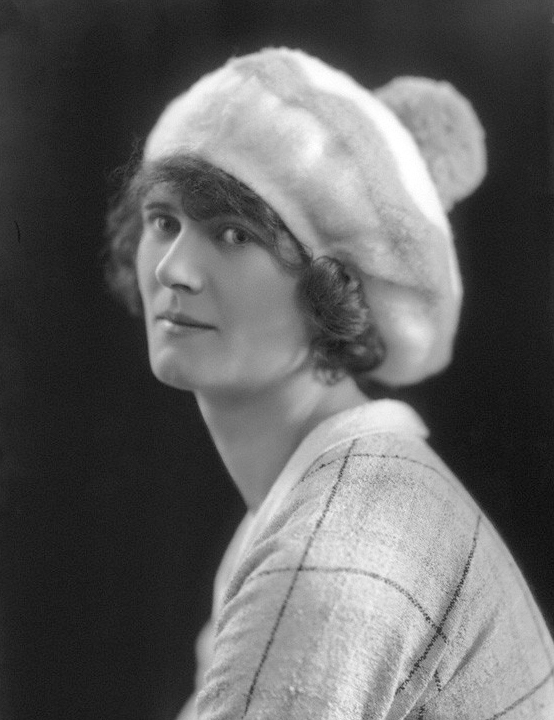
Nan Marriott-Watson em 1922

Nan Marriott-Watson foi uma atriz e artista de teatro da Broadway, nascida Hannah Margaret Marriott-Watson, em 1899 ou 1900, em West Derby, Lancashire. Uma atriz de personagem da década de 1960 e 1970, interpretou o papel de Ena Sharples nos episódios piloto de Coronation Street, em 1960. Faleceu em 28 de agosto de 1982.